# Olimpia Poznań
El Olimpia Poznań es un club deportivo de la ciudad de Poznań, en Polonia. Fue fundado en 1945 y posee varias secciones deportivas, destacando la de atletismo, baloncesto, boxeo, kendo, judo, natación, tenis, tiro con arco y triatlón. Hasta 2005 contó con un equipo de fútbol, que llegó a jugar en la máxima categoría del fútbol polaco.

## Historia
Fue fundado en el año 1945 en la ciudad de Poznan como un club multideportivo que contaba con varios deportes como Atletismo, arquería, balonmano, boxeo, kendo, yudo, natación, tenis y triatlón, aunque cada sección funcionaba como una entidad separada.
El club fue inicialmente propiedad de la policía cívica militar y por ello fue conocido como equipo Gwarda, y por esa razón era poco apoyado a diferencia de los equipos dominantes de la ciudad como el Lech Poznań y Warta Poznań. La alianza terminó a finales de los años 1980 y pasó a ser como el resto de equipos.
Luego de la caída del comunismo en Polonia los equipos relacionados con él perdieron ingresos, las secciones individuales de estos equipos pasaron a ser entidades separadas, por lo que muchas desaparecieron. Las instalaciones se descuidaron e incluso algunas desaparecieron con excepción de los equipos policiales hasta que se volvieron negligentes al punto de forzar la desaparición de equipos deportivos.
En 1995 el club se fusiona con el Lechia Gdańsk y crearon al Olimpia-Lechia Gdańsk, fusión que solo duraría una temporada y volvieron a ser entidades separadas mientras eran un equipo de tercera división. Al final de 1997 con el finde rescatar al equipo deciden fusionarse con el Polonia Gdansk y pasa a llamarse Lechia-Polonia Gdansk. En 2001 se decide revertir la fusión e iniciar como un equipo independiente en las categoría más baja del país como sucesor del BKS Lechia, que desapareció en 2002.
Luego de la fusión en 1995 el equipo filial pasó a ser el primer equipo como participante en la IV Liga, pero el estadio necesitaba reparaciones, habían manejos financieros sin claridad, alegatos de corrupción y vínculos con estructuras del cromen organizado.
La sección de fútbol fue disuelta en 2005 mientras militaba en la IV Liga, participando en nueve temporadas en la Ekstraklasa entre los años 1980 y Años 1990 ubicándose en la posición 35º de la clasificación histórica; teniendo como mejor temporada la de 1989/90 en la que finalizó en quinto lugar, y alcanzó las semifinales de la Copa de Polonia en la temporada 1990/91.